# Dapsa nigripennis
Dapsa nigripennis is een keversoort uit de familie zwamkevers (Endomychidae). De wetenschappelijke naam van de soort werd in 1879 gepubliceerd door Edmund Reitter.